# Тупейный художник
«Тупе́йный худо́жник» — рассказ Н. С. Лескова, написанный в 1883 году.

## Сюжет
События рассказа происходят в крепостном театре орловского графа Каменского, известного своей жестокостью. Историю тупейного художника (парикмахера) Аркадия рассказывает бывшая актриса орловского крепостного театра, а сейчас нянька младшего брата рассказчика Любовь Онисимовна.
Актриса и парикмахер были влюблены друг в друга, но «свидания с глазу на глаз были совершенно невозможны и даже немыслимы»: романы актрисам не позволялись. Аркадий решает увезти возлюбленную, узнав, что граф оказывает ей особые знаки расположения и хочет сделать своей любовницей, однако в доме священника их настигает погоня. Любу после неудачной попытки суицида отправляют на скотный двор, сочтя сумасшедшей, а Аркадия — в солдаты. После нескольких лет службы Аркадий, получив «офицерский чин и благородное звание», возвращается в Орёл, чтобы выкупить Любу у графа, но ночью его грабит и убивает постоялый дворник.

## История публикации
В 1883 году рассказ был опубликован во втором номере «Художественного журнала с приложением художественного альбома» (издатель Николай Александров) с пометкой «С-Петербург, 19 февраля 1883 года. День освобождения крепостных и суббота „поминовения усопших“». Впоследствии рассказ печатался без этой подписи либо с фразой «Святой памяти благословенного дня 19-го февраля 1861 г.»
После публикации в «Художественном журнале» рассказ не издавался Лесковым ни отдельно, ни в сборниках до 1890 года, когда вышло первое прижизненное Собрание сочинений писателя. В 6-й том Собрания сочинений «Тупейный художник» вошёл с некоторыми изменениями, усиливающими его обличительный характер. Например, в этом варианте появились слова: «Начальство и думать не смело вступаться» (за пытаемых), «Простые люди всё ведь страдатели» и т. п. Кроме того, усилен мотив жадности и вымогательства предателя-попа.
В 1922 году «Тупейный художник» выходит отдельной книжкой в петроградском издательстве «Аквилон» в оформлении Мстислава Добужинского. При этом из рассказа были убраны посвящение и эпиграф. Затем в течение 7 лет «Тупейный художник» выходит 5 раз отдельным изданием, с различными сокращениями (исключалась полностью первая глава).

## Постановки в театре
- Пьесы:
  - «Крепостные (На волю!)» А. В. Ульянинского,
  - «Тупейный художник» Е. Е. Карповой.
- Опера «Тупейный художник» И. П. Шишова (по либретто М. С. Чуйко).
- Спектакли: «Гримёр» Э. В. Боякова.

## Экранизации
- 1923 — «Комедиантка» (по мотивам рассказа), режиссёр А. В. Ивановский, в ролях Нина Шатерникова (Люба), Сергей Шишко (Аркадий), Кондрат Яковлев (помещик).
- 1971 — «Драма из старинной жизни», режиссёр Илья Авербах, в ролях Елена Соловей (Люба), Анатолий Егоров (Аркадий), Евгений Перов (граф Каменский).